# 계수초등학교 (광주)
계수초등학교는 대한민국 광주광역시 서구에 있는 공립 초등학교이다.

## 학교 연혁
- 2002. 02. 18 계수초등학교 설치 조례 공포
- 2002. 09. 01 계수초등학교 개교(유촌초등학교에서 분리)
- 2002. 09. 01 제1대 김영복 교장 부임
- 2004. 03. 01 유치원 개원(1학급)
- 2013. 03. 01 제6대 김정량 교장 부임
- 2014. 02. 14 계수초등학교 병설유치원 제11회 졸업 25명(누계 292명)
- 2014. 02. 18 제12회 졸업 145명(누계 2,032명)

## 참고 자료
- 계수초등학교 - 한국교육학술정보원 학교알리미